# Øyvind Tveter
Øyvind Tveter (* 28. März 1954 in Larvik) ist ein ehemaliger norwegischer Eisschnellläufer.

## Werdegang
Tveter, der für den IF Fram startete, wurde bei norwegischen Meisterschaften dreimal Dritter sowie einmal Zweiter und startete international erstmals in der Saison 1975/76. Bei der Mehrkampfeuropameisterschaft 1979 in Deventer errang er den 12. Platz im Großen Vierkampf und belegte in der Saison 1979/80 bei der Mehrkampfweltmeisterschaft 1980 in Heerenveen den sechsten Platz im Großen Vierkampf sowie bei seiner einzigen Teilnahme an Olympischen Winterspielen im Februar 1980 in Lake Placid jeweils den fünften Platz über 5000 m und 10.000 m. In der Saison 1980/81 wurde er Zweiter bei einem internationalen Wettbewerb in Inzell im Kleinen Vierkampf und bei der Mehrkampfeuropameisterschaft 1981 in Deventer sowie bei der Mehrkampfweltmeisterschaft 1981 in Oslo jeweils Siebter im Großen Vierkampf. In den folgenden Jahren lief er bei der Mehrkampfeuropameisterschaft 1982 in Oslo auf den neunten Platz, bei der Mehrkampfweltmeisterschaft 1982 in Assen auf den 26. Rang und bei der Mehrkampfeuropameisterschaft 1983 in Den Haag auf den 13. Platz im Großen Vierkampf. Letztmals bei einer Europameisterschaft nahm er im Jahr 1985 bei der Mehrkampfeuropameisterschaft 1985 in Eskilstuna teil, wobei er aber beim dritten von vier Läufen disqualifiziert wurde. In den folgenden Jahren startete er vorwiegend bei nationalen Wettbewerben und lief international letztmals im Februar 1989 beim Eisschnelllauf-Weltcup in Davos, wobei er den 30. Platz über 500 m und den 26. Platz über 3000 m errang. Sein Bruder Bjørn Tveter war ebenfalls als Eisschnellläufer aktiv.

## Erfolge

### Olympische Spiele
- 1980 Lake Placid: 5. Platz 5000 m, 5. Platz 10.000 m

### Mehrkampf-Weltmeisterschaften
- 1980 Heerenveen: 6. Platz Großer Vierkampf
- 1981 Oslo: 7. Platz Großer Vierkampf
- 1982 Assen: 26. Platz Großer Vierkampf

### Mehrkampf-Europameisterschaften
- 1979 Deventer: 12. Platz Großer Vierkampf
- 1981 Deventer: 7. Platz Großer Vierkampf
- 1982 Oslo: 9. Platz Großer Vierkampf
- 1983 Den Haag: 13. Platz Großer Vierkampf
- 1985 Eskilstuna: DSQ Großer Vierkampf

## Persönliche Bestleistungen
| Disziplin | Zeit         | Datum            | Ort         |
| --------- | ------------ | ---------------- | ----------- |
| 500 m     | 38,83 s      | 17. März 1983    | Almaty      |
| 1000 m    | 1:19,56 min  | 3. März 1980     | Inzell      |
| 1500 m    | 1:58,67 min  | 22. März 1985    | Almaty      |
| 3000 m    | 4:03,50 min  | 9. November 1984 | Inzell      |
| 5000 m    | 7:05,23 min  | 5. März 1983     | Inzell      |
| 10.000 m  | 14:43,53 min | 13. Februar 1980 | Lake Placid |